# 学園天国 (原明日美の漫画)
『学園天国』（がくえんてんごく）は、原明日美による日本の漫画作品。
『なかよし』（講談社）2001年11月号別冊ふろく「ザ・ネクスト2」に掲載。その後連載化され、同誌にて2002年6月号から同年10月号まで発表された。全5話。作者初の連載作品。単行本は同社の講談社コミックスなかよしより全1巻が刊行された。
主人公の少女が風紀委員長になり、校則の厳しい学校を変えようとする姿を描いた物語。

## あらすじ
主人公・一色 四葉は名門泉学園に入学すればお小遣いを上げると親に言われ、必死で編入試験を頑張り合格。学校生活に期待していた四葉だったが、校則の厳しさを知り「なんか違う」と考える。生徒会長に呼び出され、四葉が戸惑っていると、規則違反をした優が髪を切られるところを目撃。生徒会長に啖呵を切り、校則を変える決意をする。

## 登場人物
一色 四葉（いっしき よつば）
主人公。14歳。田舎から転校してきた。
泉 蒼伊（いずみ あおい）
生徒会長。学校創立者の子孫。
小早川 樹（こばやかわ いつき）
学校に寄付金を出している。
菅野 優（かんの ゆう）
彼氏がいる。
副会長
生徒会副会長。キノコ頭。6人兄弟。

## 書誌情報
- 原明日美『学園天国』講談社〈なかよしKC〉、2003年2月6日第1刷発行[1]、ISBN 4-06-364011-6